# Josep Benedito i Lleó
Josep Benedito i Lleó (1905) fou un militar valencià. Assolí el grau de tinent d'infanteria i es va retirar de l'exèrcit amb l'aprovació de la Llei Azaña de 1931, apropant-se a Esquerra Valenciana. En esclatar la guerra civil espanyola fou reintegrat al servei actiu i fou nomenat president del Comitè de Defensa Local de València, així com membre com a delegat de guerra del Comitè Executiu Popular de València. Destacà pel seu intent de sotmetre a disciplina militar la Columna de Ferro i van donar el seu nom a la Columna Torres-Benedito.
Durant la Guerra Civil espanyola, fou representant d'Esquerra Valenciana al Comitè Executiu Popular de València. Amb la dissolució del CEP i la creació del Consell Provincial de València fou nomenat Conseller de Defensa.
En acabar la guerra fou empresonat per les autoritats franquistes, però no fou condemnat a mort. En morir Francisco Franco fou reintegrat a l'exèrcit espanyol amb el rang de coronel.